# Rottlandhof

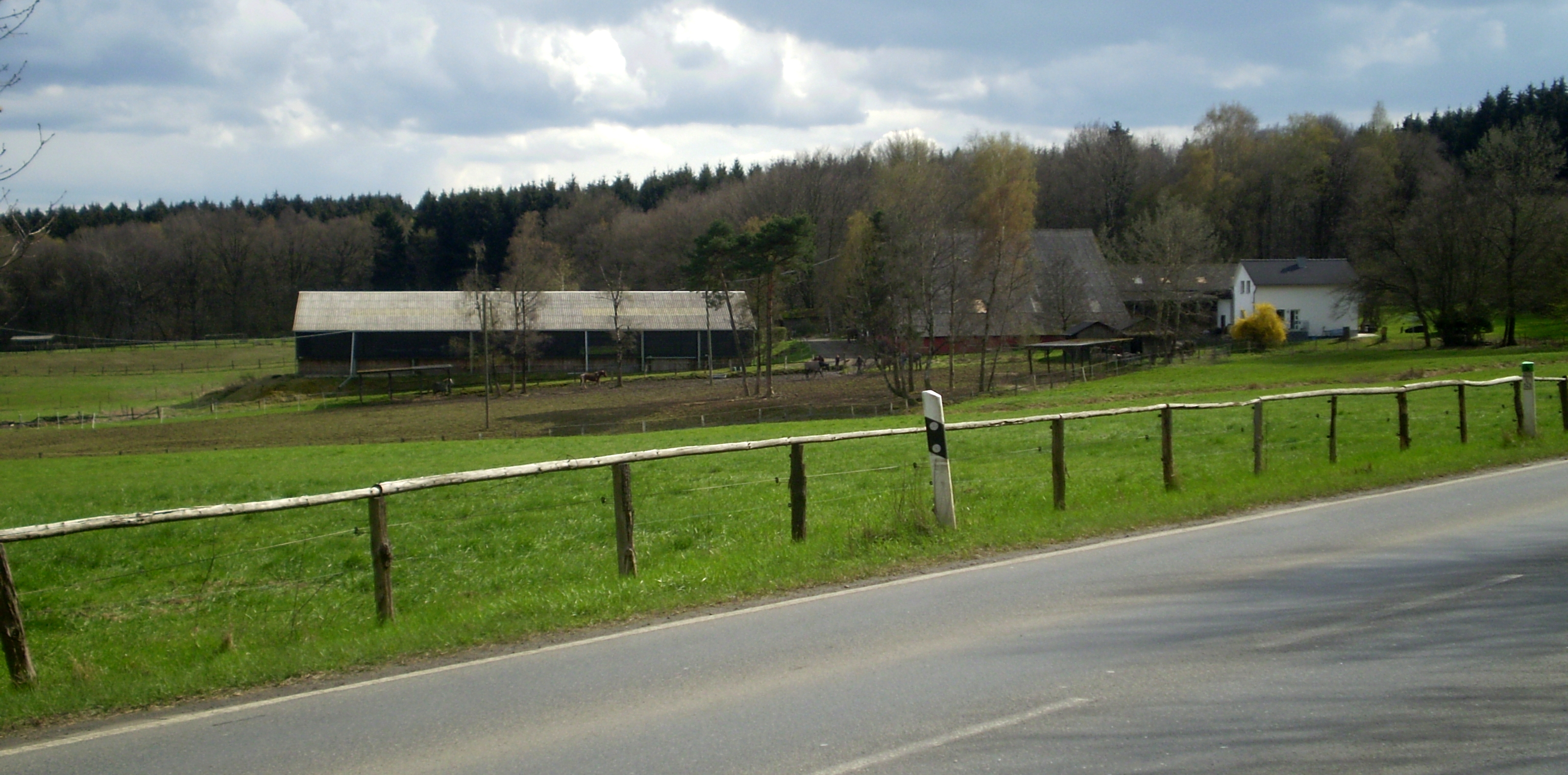
Der Rottlandhof (2012)

Der Rottlandhof ist ein Wohnplatz der Ortsgemeinde Rheinbreitbach im rheinland-pfälzischen Landkreis Neuwied.
Das Gehöft liegt auf etwa 310 m ü. NHN im äußeren Osten der Gemarkung von Rheinbreitbach sowie unmittelbar an der südlichen Grenze der Gemarkung von Aegidienberg (Stadt Bad Honnef, Rhein-Sieg-Kreis, Nordrhein-Westfalen). Die nächstgelegene Ortschaft ist der etwa 400 m nordöstlich beginnende und leicht oberhalb liegende Aegidienberger Ortsteil Rottbitze. Westlich des Rottlandhofs verläuft die Landesstraße 253 (Linz am Rhein–Rottbitze).
Der Hof wurde im Jahre 1958 durch Maren und Walter Leubner erbaut und mit Milch- und Eierwirtschaft betrieben. Später kam eine Junghennenaufzucht dazu, der Kuhstall veränderte sich zum Stall für Bullenmast. Der Bauernhof erschien erstmals 1966 auf der topographischen Karte, seit 1972 mit der heutigen Bezeichnung. Sie geht auf den Flurnamen „Auf dem Rottland“ (gerodetes Land) zurück. Der Hof wird seit 1977 als Pferdepension betrieben, umfasst eine Fläche von 46 Hektar und verfügt über 29 Pferdeboxen und Boxen mit Paddock sowie Reitplatz und Reithalle. Postalisch zählt der Rottlandhof zur Stadt Bad Honnef, während die Müllabfuhr gemeinsam mit dem zwei Straßenkilometer an der L 253 südlich gelegenen und zur Ortsgemeinde Erpel gehörenden Wohnplatz Reifstein erfolgt. Bei der Volkszählung am 25. Mai 1987 verzeichnete der Wohnplatz Rottlandhof weniger als zehn Einwohner.